# 張耀 (成化進士)
張耀，字隱之，浙江杭州府仁和縣人，民籍，明朝政治人物。進士出身。

## 生平
早年出身國子生，成化十年甲午科，浙江鄉試第八十六名中舉。成化十四年（1478年）戊戌科會試第□十四名，殿試登進士第二甲第六十六名，授兵部主事。

## 家族
曾祖父張文斌。祖父張振宗。父亲張士明。